# Liste des publications Panini
La liste des publications Panini détaille toutes les publications de la maison d'édition Panini.

## Albums
Le premier album footballeurs Panini a été commercialisé en 1961. Depuis cette date, seule la qualité de l'impression, des images et les sujets ont évolué, le principe est resté le même, coller des figurines aux emplacements prévus sur chaque fascicule. L'album standard Panini est composé de 32 pages au minimum, au format 23 × 27 cm, pouvant accueillir 180 à 220 figurines autocollantes, des textes et des images du sujet (séries TV, films, etc.) ainsi que des illustrations et autres éléments graphiques liés au sujet de l'album. Une pochette de 4 figurines est incluse dans chaque album pour démarrer la collection. 
Panini a diversifié sa gamme d'albums. Autrefois très générale, elle s'est spécialisée sur les grands événements sportifs comme la Coupe du monde de la FIFA, la Ligue des Nations de l'UEFA et la Ligue des champions de l'UEFA, la Copa América, ainsi que des championnats nationaux, notamment la Serie A italienne, à l'origine des albums Panini, la Premier League anglaise, la Liga espagnole, la Hrvatska Nogometna Liga croate, et la Primera División argentine, et bien d'autres.
En 2017, Panini inaugure son premier album dédié au cyclisme pour la 100e édition du Giro 2017. Il comprend 380 figurines autocollantes et 22 cartes d'étapes. 
En mars 2019, Panini commercialise un album dédié au Tour de France cycliste de l'été 2019,.
Voir : Footballeurs Panini (it)

## Almanachs
Panini publie différentes éditions d'almanachs sportifs chaque année au mois de novembre où sont résumés les résultats sportifs de la saison écoulée. Parmi les plus importants et les plus durables :
- Almanach illustré du football (it) - Le 1er almanach du football a vu le jour en 1913 à l'initiative de Guido Baccani (it), entraîneur et journaliste italien[9]. Deux éditions de l'Annuaire du football italien ont été publiées en 1915 et 1920[9]. En 1938, apparaît l'Encyclopédie illustrée du football italien, un volume contenant les données historiques et statistiques[9]. La 1re version éditée par Panini remonte à 1939 avec l'arrivée de Leone Boccali.
- Almanach illustré du basket-ball (it)
- Almanach illustré du volley-ball
- Almanach illustré de l'athlétisme
- Almanach illustré du cyclisme
- Almanach illustré du tennis
- Almanach illustré de l'automobile
- Almanach illustré du cinéma
- Almanach illustré de la musique rock.

## Romans
En 2010, Panini Books commence la publication de romans à travers la collection « Gamers » consacrée aux œuvres inspirées de jeux vidéo.
En novembre 2012, Panini Books reprend le label Eclipse, destiné à la publication de romans de fantasy et de science-fiction. La direction en est confiée à Mathieu Saintout, à l'origine de l'ancienne maison d'édition Eclipse dont le label reprend le fonds. Trois collections sont notamment créées, « Crimson », au format poche et entièrement consacrée à la bit lit, sous-genre de fantasy urbaine, « Scarlett », en format semi-poche et consacrée à la littérature pour jeunes adultes, et « Éclipse », consacrée à la science-fiction, la fantasy et l'horreur.
En 2014, Panini Books lance sa cinquième collection, sous le nom « Invicta », consacrée cette fois à la fiction historique, avec certains des grands noms du genre, comme Simon Scarrow (en) ou Steven Pressfield.

### Collection Gamers

#### UniversDiablo

##### SérieLa Guerre du péché
1. Droits du sang par Richard A. Knaak (2010)
2. Les Écailles du serpent par Richard A. Knaak (2010)
3. Le Prophète voilé par Richard A. Knaak (2011)

##### Romans indépendants
- L'Ordre par Nate Kenyon (en) (2012)
- Le Livre de Caïn par Flint Dille (2012)

#### UniversWarcraft

##### SérieWorld of Warcraft
- Le Cycle de la haine par Keith DeCandido (en) (2010)
- L'Ascension de la Horde par Christie Golden (2011)
- L'Heure des ténèbres par Aaron Rosenberg (2011)
- Au-delà de la porte des ténèbres par Christie Golden et Aaron Rosenberg (2012)
- La Nuit du dragon par Richard A. Knaak (2012)
- Arthas : L'Ascension du Roi-Liche par Christie Golden (2010)
- Hurlorage par Richard A. Knaak (2011)
- L'Effondrement : Prélude au cataclysme par Christie Golden (2010)
- Thrall : Le Crépuscule des aspects par Christie Golden (2011)
- Cœur de loup par Richard A. Knaak (2011)
- Jaina Portvaillant : Le Déferlement par Christie Golden (2012)
- Vol'jin : Les Ombres de la Horde par Michael A. Stackpole (2013)
- L'Aube des aspects par Richard A. Knaak (2014)
- Crimes de guerre par Christie Golden (2014)

##### Livres indépendants
- Le Guide d'Azeroth (2014)

#### UniversStarCraft

##### SérieLa Saga du templier noir
1. Premiers-nés par Christie Golden (2010)
2. Chasseurs de l'ombre par Christie Golden (2012)
3. Crépuscule par Christie Golden (2012)

##### SérieStarCraft II
1. Les Diables du ciel par William C. Dietz (2010)
2. La Dette du diable par Christie Golden (2011)
3. L'Embrasement par Christie Golden (2013)
4. Récits de guerre - Projet Rochenoire (anthologie) (2013)

##### Romans indépendants
- La Reine des lames par Aaron Rosenberg (2010)
- StarCraft Ghost : Nova par Keith DeCandido (en) (2010)

#### UniversGuild Wars

##### SérieGuild Wars
1. Les Fantômes d'Ascalon par Matt Forbeck (en) et Jeff Grubb (en) (2012)
2. Le Lien de la destinée par J. Robert King (en) (2012)
3. La Mer des lamentations par Ree Soesbee (2013)

Guild Wars - Intégrale par Matt Forbeck (en), Jeff Grubb (en), J. Robert King (en) et Ree Soesbee (2015)

#### UniversInfinity Blade

##### Romans indépendants
- Infinity Blade par Brandon Sanderson (paru le 18 juin 2014)

### Collection Crimson

#### SérieLe Cercle des sorcières
1. Alliance nocturne par Diana Pharaoh Francis (en) (paru le 23 janvier 2013)
2. Le Souffle des ombres par Diana Pharaoh Francis (en) (paru le 17 avril 2013)
3. La Cité des ombres par Diana Pharaoh Francis (en) (paru le 21 août 2013)
4. Un hiver de sang par Diana Pharaoh Francis (en) (paru le 5 février 2014)

#### SérieLes Gardiens des éléments
1. La Maîtresse du vent par Rachel Caine (paru le 23 janvier 2013)
2. Vague de chaleur par Rachel Caine (paru le 20 mars 2013)
3. Sueur froide par Rachel Caine (paru le 8 mai 2013)
4. Vent de discorde par Rachel Caine (paru le 17 juillet 2013)
5. Retour de flamme par Rachel Caine (paru le 9 octobre 2013)
6. Dernier Souffle par Rachel Caine (paru le 8 janvier 2014)

#### SérieJane Yellowrock
1. Tueuse de vampires par Faith Hunter (paru le 13 février 2013)
2. La Croix de sang par Faith Hunter (paru le 8 mai 2013)
3. La Lame de miséricorde par Faith Hunter (paru le 28 août 2013)
4. La Malédiction du corbeau par Faith Hunter (paru le 12 février 2014)

#### SérieLes Fils de la pleine lune
1. Dangereuse Tentation par Eileen Wilks (en) (paru le 20 mars 2013)
2. Danger mortel par Eileen Wilks (en) (paru le 17 juillet 2013)
3. Les Liens du sang par Eileen Wilks (en) (paru le 9 octobre 2013)
4. La Nuit éternelle par Eileen Wilks (en) (paru le 5 février 2014)
5. Pêchés mortels par Eileen Wilks (en) (paru le 18 juin 2014)

#### SérieJessie Shimmer
1. Liens infernaux par Lucy A. Snyder (paru le 10 avril 2013)
2. Le Baiser de la sorcière par Lucy A. Snyder (paru le 3 juillet 2013)
3. La Lame de la sorcière par Lucy A. Snyder (paru le 4 décembre 2013)

#### SérieLes Dossiers Cheshire Red
1. Bloodshot par Cherie Priest (paru le 16 octobre 2013)
2. Hellbent par Cherie Priest (paru le 12 mars 2014)

#### SérieLes Ténèbres de Londres
1. Magie urbaine par Caitlin Kittredge (en) (paru le 14 mai 2014)
2. Le Pacte du démon par Caitlin Kittredge (en) (paru le 10 septembre 2014)

#### SérieL'Étreinte du zodiaque
1. L'Essence des ténèbres par Vicki Pettersson (en) (paru le 18 juin 2014)
2. Le Parfum de la nuit par Vicki Pettersson (en) (paru le 8 octobre 2014)
3. La Caresse des ombres par Vicki Pettersson (en) (paru le 11 février 2015)

#### SérieLes Deux Sœurs
1. Guerrière par Marie Brennan (paru le 2 juillet 2014)
2. Sorcière par Marie Brennan (paru le 2 juillet 2014)

### Collection Scarlett

#### SérieLe Songe d'une nuit d'automne
1. La Neuvième Nuit par Lesley Livingston (paru le 19 juin 2013)
2. Les Quatre Cours par Lesley Livingston (paru le 18 septembre 2013)

#### SérieGhost Huntress
1. L'Éveil par Marley Gibson (paru le 21 août 2013)
2. Le Guide par Marley Gibson (paru le 13 novembre 2013)
3. La Raison par Marley Gibson (paru le 5 mars 2014)

#### SérieLe Pacte
1. Vengeance par Jenny Han et Siobhan Vivian (en) (paru le 18 septembre 2013)
2. Mensonges par Jenny Han et Siobhan Vivian (en) (paru le 26 mars 2014)
3. Trahisons par Jenny Han et Siobhan Vivian (en) (paru le 5 novembre 2014)

#### SérieMila 2.0
1. Mila 2.0 par Debra Driza (paru le 12 février 2014)

#### SérieWinterhaven
1. Refuge par Kristi Cook (paru le 28 août 2013)
2. Mirage par Kristi Cook (paru le 8 janvier 2014)

#### SérieMara Dyer
1. Qui est Mara Dyer ? par Michelle Hodkin (en) (paru le 14 mai 2014)

#### SérieCoda
1. Coda par Emma Trevayne (en) (paru le 18 juin 2014)

#### SérieLa Maison Comarré
1. Droits du sang par Kristen Painter (en) (paru le 13 mai 2015)

#### SérieÀ tous les garçons que j'ai aimés
1. À tous les garçons que j'ai aimés... par Jenny Han (paru le 11 février 2015)
2. P.S : je t'aime toujours par Jenny Han (paru le 23 septembre 2015)

#### Romans indépendants
- Piégée par Heather Dixon (paru le 19 juin 2013)
- Ballerines par Sophie Flack (en) (paru le 16 octobre 2013)

### Collection Éclipse

#### SérieLe Siècle mécanique
1. Boneshaker par Cherie Priest (paru le 13 février 2013)
2. Clementine par Cherie Priest (paru le 5 juin 2013)
3. Dreadnought par Cherie Priest (paru le 16 octobre 2013)

#### SérieUn Monde sans Dieux
1. Un hiver de sang par Brian Ruckley (en) (paru le 5 février 2013)
2. Droit du sang par Brian Ruckley (en) (paru le 15 mai 2013)
3. La Chute des Thanes par Brian Ruckley (en) (paru le 28 août 2013)

#### SérieChroniques de l'armageddon
1. Chroniques de l'armageddon par J. L. Bourne (paru le 21 novembre 2012)
2. Exil par J. L. Bourne (paru le 13 mars 2013)
3. Opération zombie par J. L. Bourne (paru le 28 août 2013)
4. Mission fantôme par J. L. Bourne (paru le 2 novembre 2016)

Chroniques de l'armageddon - Intégrale (réuni les trois premiers romans) par J. L. Bourne (paru le 15 octobre 2014)

#### SérieLe Virus Morningstar
1. Le Fléau des morts par Z. A. Recht (paru le 21 novembre 2012)
2. Les Cendres des morts par Z. A. Recht (paru le 17 avril 2013)
3. Survivants par Z. A. Recht et Thom Brannan (paru le 4 décembre 2013)

Le Virus Morningstar - Intégrale par Z. A. Recht (paru le 15 octobre 2014)

#### SérieDeath Dealer
1. Le Heaume maudit par Frank Frazetta et James Silke (paru le 13 février 2013)
2. Les Seigneurs de la ruine par Frank Frazetta et James Silke (paru le 15 mai 2013)
3. Dans les griffes du mal par Frank Frazetta et James Silke (paru le 28 août 2013)
4. Les Assassins de l'ombre par Frank Frazetta et James Silke (paru le 4 décembre 2013)

#### SérieMarvel
1. Civil War par Stuart Moore (en) (paru le 13 février 2013)
2. Astonishing X-Men : Surdoués par Peter David (paru le 8 mai 2013)

#### SérieLes Vampires d'Airain
1. La Légende de Kell par Andy Remic (en) (paru le 10 avril 2013)
2. Les Voleuses d'âmes par Andy Remic (en) (paru le 17 juillet 2013)
3. Les Seigneurs vampires par Andy Remic (en) (paru le 16 octobre 2013)

#### SérieJohannes Cabal
1. Le Nécromancien par Jonathan L. Howard (en) (paru le 17 avril 2013)

#### SérieLes Chroniques aztèques
1. D'obsidienne et de sang par Aliette de Bodard (paru le 5 juin 2013)

#### SérieMatthew Swift
1. La Folie des anges ou la Résurrection de Matthew Swift par Kate Griffin (paru le 6 novembre 2013)

#### SérieArarat
1. La Cité des dieux par Felix Gilman (paru le 5 juin 2013)

#### SérieInfection
1. Infection par Craig DiLouie (paru le 15 mai 2013)
2. Champ de mort par Craig DiLouie (paru le 16 octobre 2013)

#### SérieTriumff
1. Héros de Sa Majesté par Dan Abnett (paru le 11 septembre 2013)

#### SérieJade
1. Jade par Jay Lake (paru le 6 novembre 2013)

#### SérieLes Aventures extraordinaires de Newbury et Hobbes
1. Les Revenants de Whitechapel par George Mann (en) (paru le 6 novembre 2013)

#### SérieLes Cours des Feys
1. La Septième Cour par Mike Shevdon (paru le 15 janvier 2014)

#### SérieLes Poudremages
1. La Promesse du sang par Brian McClellan (en) (paru le 15 janvier 2014)

#### SérieMétrozone
1. L'Équation de la vie par Simon Morden (en) (paru le 15 janvier 2014)

#### SérieApocalypse Z
1. Le Début de la fin par Manel Loureiro (paru le 15 janvier 2014)
2. Les Jours sombres par Manel Loureiro (paru le 11 juin 2014)
3. La Colère des justes par Manel Loureiro (paru le 19 novembre 2014)

Apocalypse Z - Intégrale par Manel Loureiro (paru le 14 octobre 2015)

#### SérieLZR-1143
1. Contamination par Bryan James (paru le 26 mars 2014)
2. Évolution par Bryan James (paru le 16 juillet 2014)
3. Rédemption par Bryan James (paru le 19 novembre 2014)

#### SérieLa Campagne des ombres
1. Les Mille Noms par Django Wexler (paru le 26 mars 2014)

#### SérieLa Malédiction du Tastesang
1. Le Fléau du traître par Jeff Salyard (paru le 23 avril 2014)

#### SérieLe Projet Eidolon
1. Les Racines du mal par Ian Tregillis (paru le 23 avril 2014)

#### SérieMiriam Black
1. Blackbird par Chuck Wendig (paru le 14 mai 2014)

#### SérieLe Dernier Bastion
1. Rempart par Adam Baker (paru le 14 mai 2014)
2. Fournaise par Adam Baker (paru le 14 janvier 2015)
3. Terminus par Adam Baker (paru le 9 juin 2015)

#### SérieLes Contes du Magatama
1. La Fille de l'eau par Noriko Ogiwara (paru le 2 juillet 2014)

#### SérieTandis que le monde meurt
1. Les Premiers Jours par Rhiannon Frater (en) (paru le 4 février 2015)
2. Se battre pour survivre par Rhiannon Frater (en) (paru le 10 février 2016)

#### SérieZombies Fallout
1. Le Commencement par Mark Tufo (paru le 20 août 2014)
2. L'Épreuve par Mark Tufo (paru le 14 janvier 2015)

#### SérieZom-B
1. Zom-B par Darren Shan (paru le 10 septembre 2014)
2. Underground par Darren Shan (paru le 14 janvier 2015)
3. City par Darren Shan (paru le 6 mai 2015)

#### SérieLes Marcheurs
1. Les Marcheurs par Carlos Sisí (es) (paru le 5 novembre 2014)
2. Nécropolis par Carlos Sisí (es) (paru le 4 mars 2015)

#### SérieLes Survivants
1. Les Survivants par D. J. Molles (paru le 15 octobre 2014)
2. Séquelles par D. J. Molles (paru le 4 mars 2015)
3. Réfugiés par D. J. Molles (paru le 26 août 2015)

#### SérieSous influence
1. Vertiges par Gwen Hayes (paru le 15 avril 2015)
2. Rêverie par Gwen Hayes (paru le 9 septembre 2015)

#### SérieEx-heroes
1. Ex-heroes par Peter Clines (en) (paru le 8 avril 2015)
2. Ex-patriots par Peter Clines (en) (paru le 9 septembre 2015)

#### SérieIn Vitro
1. In Vitro par Paul Mannering (paru le 14 octobre 2015)

#### SérieChaos
1. Chaos par G. Michael Hopf (paru le 9 septembre 2015)

#### SérieZombie
1. Zombie, Ohio par Scott Kenemore (en) (paru le 13 janvier 2016)

#### Romans indépendants
- La Triste Histoire des frères Grossbart par Jesse Bullington (en) (paru le 23 janvier 2013)
- Danse macabre par Jesse Bullington (en) (paru le 5 juin 2013)
- Zone de guerre par Dan Abnett (paru le 17 avril 2013) - Prix Bob Morane 2012 du meilleur roman de science-fiction
- Homeland of the Dead par Craig DiLouie (paru le 23 janvier 2013)
- Le Seigneur du silence par Mark Chadbourn (en) (paru le 13 mars 2013)
- Mr. Shivers par Robert Robert Jackson Bennett (paru le 20 mars 2013)
- L'Héritage de Judas par Steven Savile (en) (paru le 15 mai 2013)
- Icarus par Dru Pagliassotti (en) (paru le 17 juillet 2013)
- Harmonie par Project Itoh (paru le 17 juillet 2013)
- Terminal Mind par David Walton (en) (paru le 11 septembre 2013)
- Osama par Lavie Tidhar (paru le 16 octobre 2013)
- Comtesse Bathory par Patrick McSpare (paru le 6 novembre 2013)
- Qui a peur de la mort ? par Nnedi Okorafor (paru le 6 novembre 2013)
- Wayne of Gotham - Secrets de famille par Tracy Hickman (paru le 12 février 2014)
- Immortel par Catherynne M. Valente (paru le 26 mars 2014)
- Jack Glass par Adam Roberts (paru le 23 avril 2014)
- L'Armée des morts (anthologie) (paru le 11 juin 2014)
- Le Meilleur des mondes possibles par Karen Lord (paru le 18 juin 2014)
- La Fille qui se noie par Caitlín R. Kiernan (paru le 18 juin 2014)
- Bienvenue à Harmony par Juan de Dios Garduno (paru le 8 octobre 2014)
- L'Alchimie de la pierre par Ekaterina Sedia (en) (paru le 3 décembre 2014)
- L'Évangile de Loki par Joanne Harris (paru le 4 février 2015)

### Collection Invicta

#### SérieNapoléon & Wellington
1. Les Jeunes Loups par Simon Scarrow (en) (paru le 17 septembre 2014)

#### Romans indépendants
- L'Aigle de Rome par Wallace Breem (paru le 23 avril 2014)
- La Marche des dix mille par Michael Curtis Ford (en) (paru le 15 octobre 2014)
- Alexandre le Grand : La Campagne afghane par Steven Pressfield (paru le 11 février 2015)
- Constantinople - 1453 : Le Plus Grand Siège de l'histoire par Jack Hight (it) (paru le 4 mars 2015)

## Autres
- Like Hit!
- Super (magazine)
- Planet Scoop
- 16 Etc
- Superfoot Mag
- 100 % PSG
- OM mag
- Maillot vert